# Valcasoni
Valcasoni è una frazione del comune di Eraclea, nella città metropolitana di Venezia. Chiamata in passato anche Sette Casoni, risulta abitata sino dal Medioevo.

## Storia
In una mappa risalente al 1532 viene indicata con il nome di Palù de Sete Chasoni. I casoni sono state le abitazioni nelle quali gli abitanti di questo posto poco ospitale hanno sempre vissuto, a partire almeno dal XIV secolo.
In quest'area i terreni tendono al bruno e sono presenti conchiglie, fatto che testimonia l'antica presenza del mare. Sette Casoni venne bonificata agli inizi del XX secolo dal Consorzio Ongaro Inferiore.
Tra il 1935 e 1936 il proprietario dei terreni, Arturo Spisani, fece costruire una chiesa dedicata al Buon Pastore che, successivamente, nel 1958 divenne parrocchia.